# العمارات (الخرطوم)
العمارات حي سوداني يقع في ولاية الخرطوم داخل مدينة الخرطوم وهو من أعرق أحياء الخرطوم. وحسب تقسيم الحي نجد الدرجة الأولى تبدا من شارع (1 - 35) الدرجة الثانية من شارع (37 -61). وهي منطقة مهمه في الخرطوم لعب سكانها أدوار رئيسية في النشاط الاقتصادي، السياسي، والاجتماعي في السودان.

## الموقع
يحد العمارات شرقاً شارع أفريقيا (شارع المطار) وغرباً شارع محمد نجيب تقسيم الحي حسب الشوارع يبدأ بشارع (1) وينتهي بشارع (61) والترقيم لهذة الشوارع فردياً. والمساحة المخصصة للمساكن كانت 800 متر مربع بالنسبة للدرجة الأولى، أما المساحة للدرجة الثانية فتبلغ 600 متر مربع.

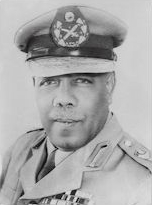
الفريق إبراهيم عبود

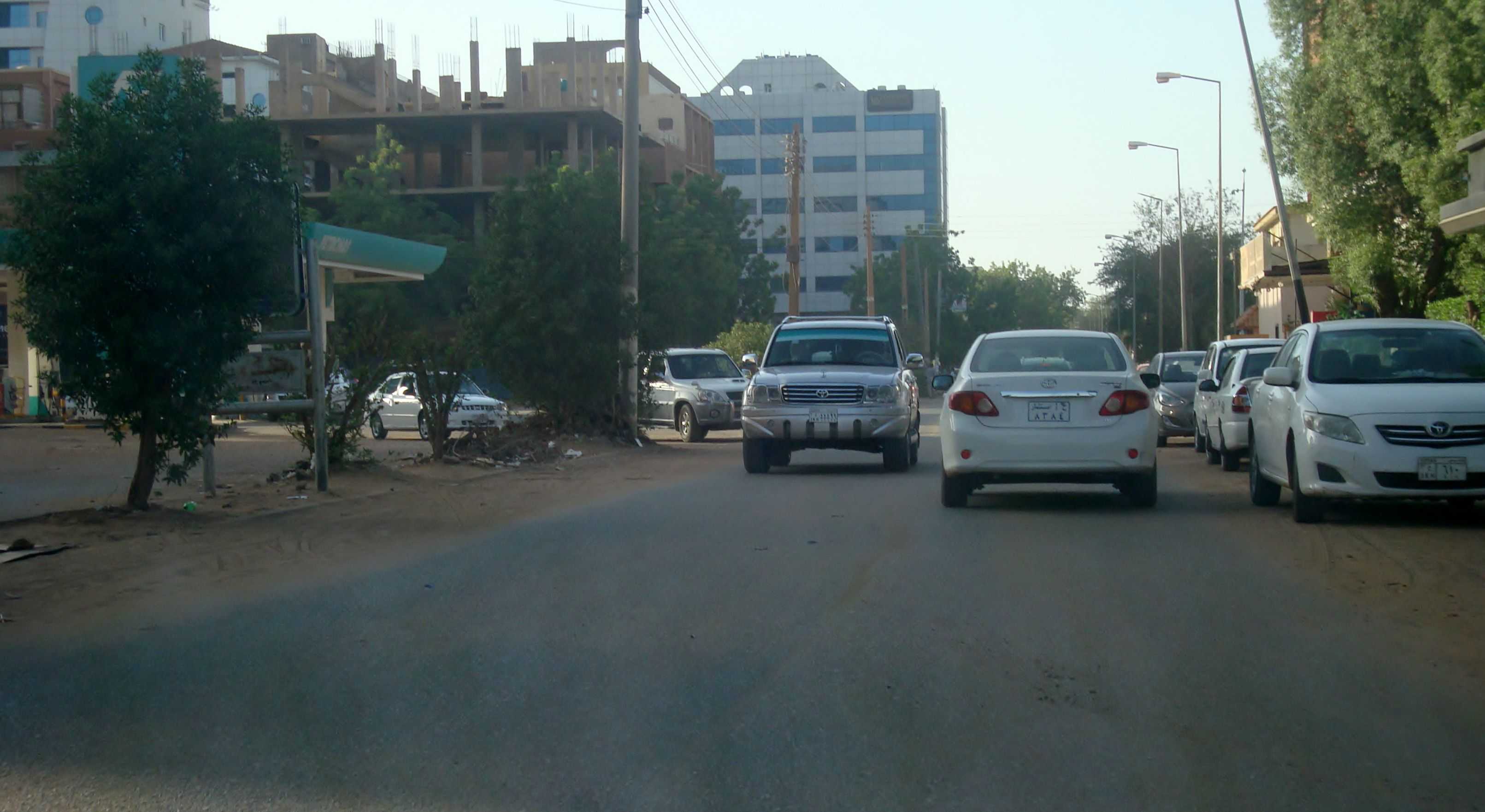
حي العمارات

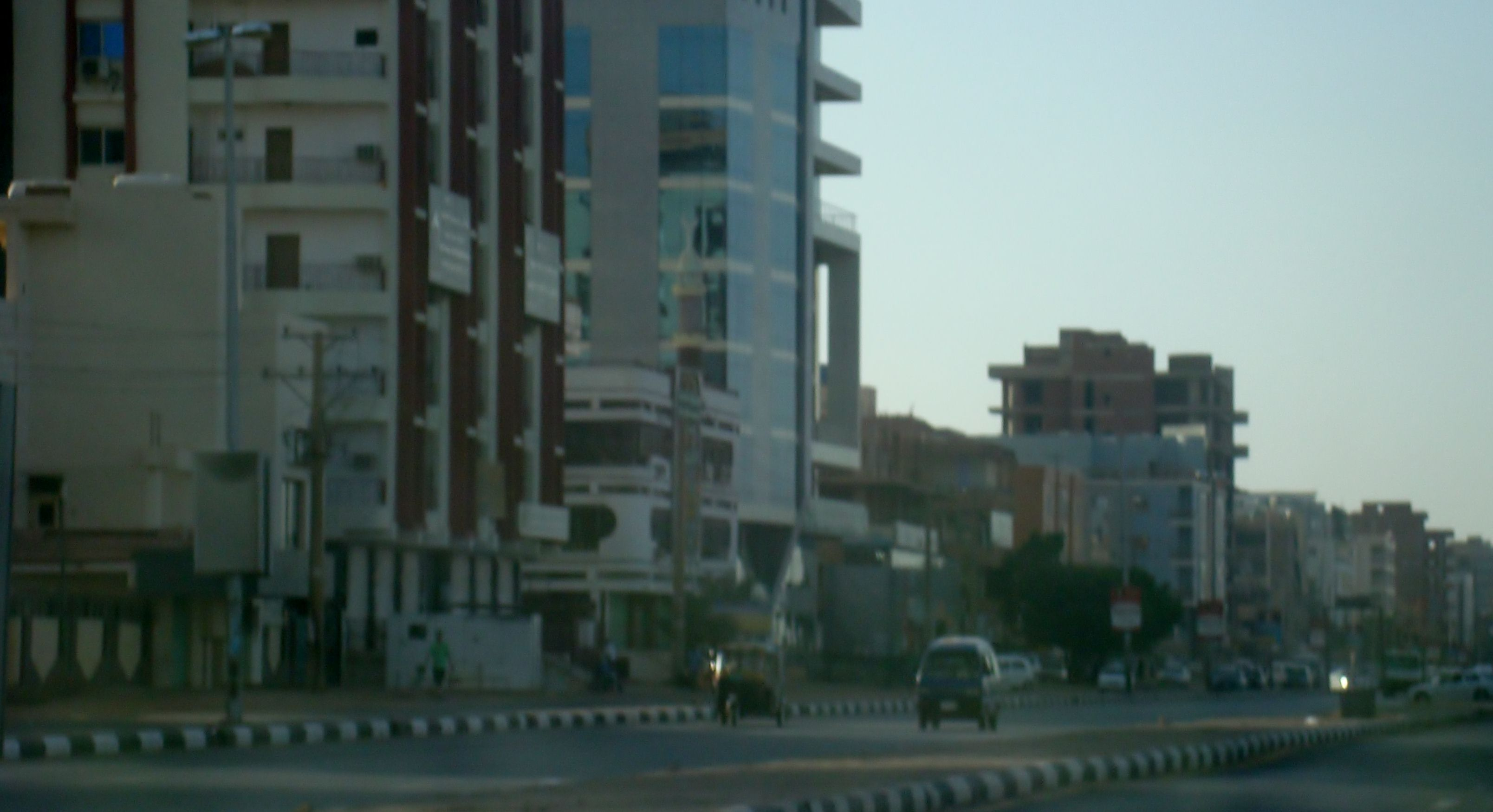
شارع افريقيا (المطار)

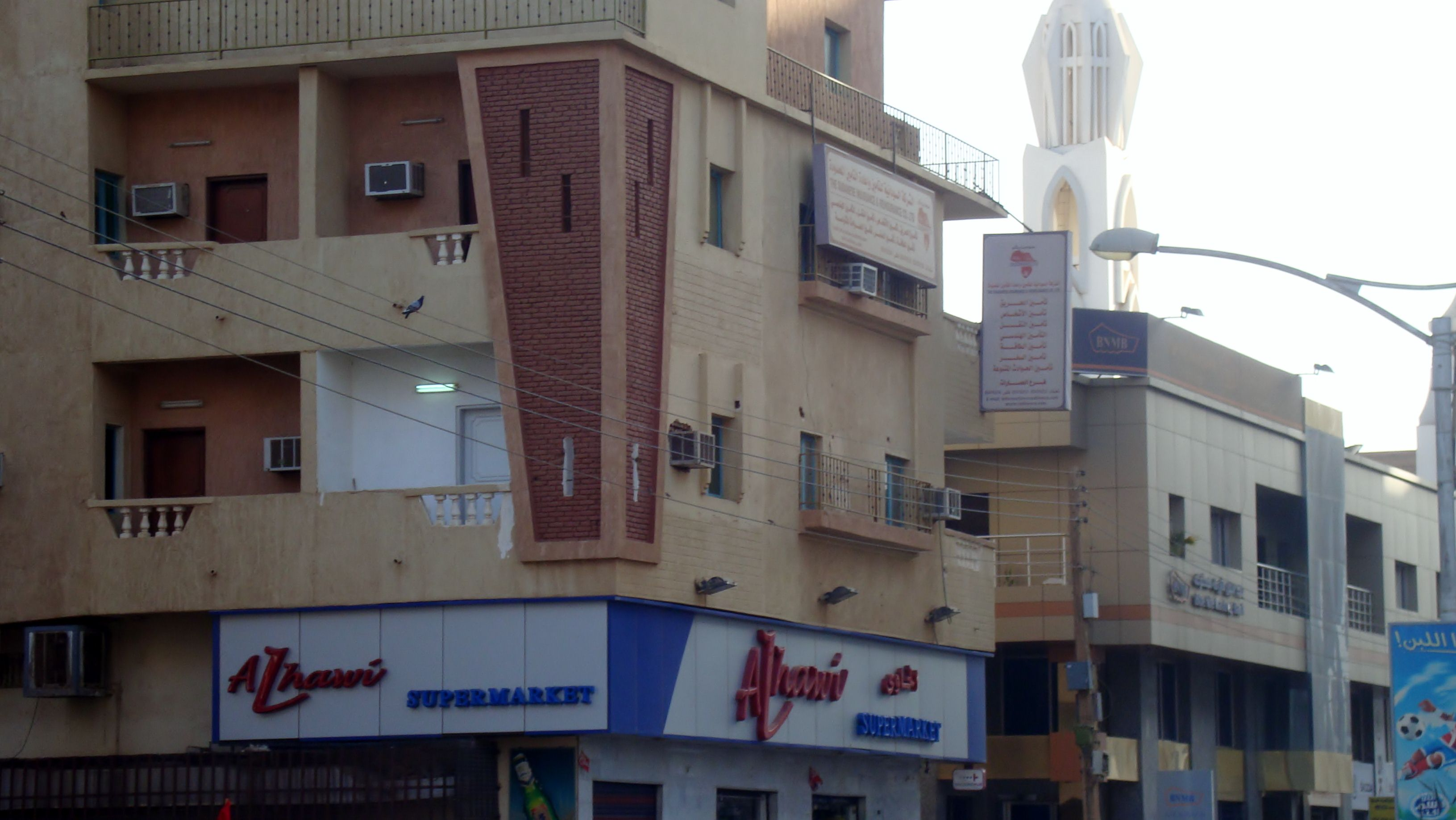
الحاوي العمارات شارع (15)

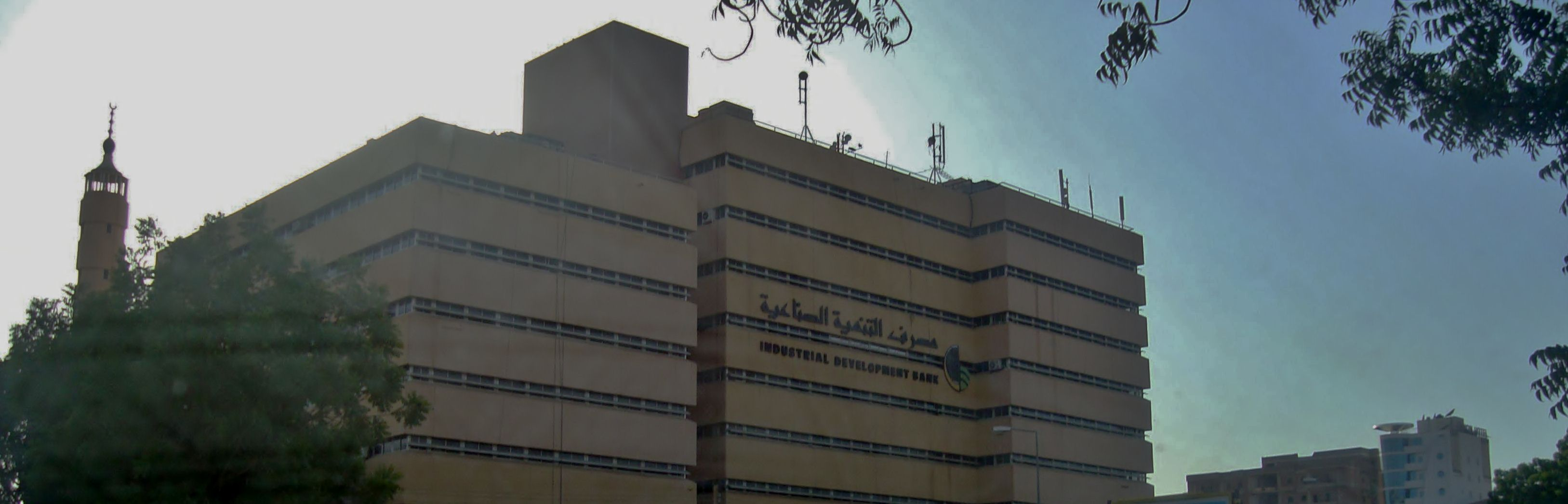
بنك تنمية الصادرات

## تاريخ حي العمارات
اصل التسمية:
- سميت العمارات لأنها الحي الأول الذي تُشيَّد فيه مباني وعمارات عالية، وسميت وقتها بـ (العمارات الجنوبية) وتم تخطيطها درجة أولى ودرجة ثانية، وذهب رأي بعض الناس إلى تسميتها (عبود).
- حي العمارات أحد الإنجازات الكبرى لحكومة أبو التنمية، وهو أحد خطوط التنمية التي فجرها مفجر ثورة الإسكان العظمى بالسودان الرئيس الراحل الفريق إبراهيم عبود.
- بفهم عميق واستراتيجية واضحة المعالم حققت حكومة الرئيس الراحل إبراهيم عبود ثورة إسكانية طموحة لم تشهدها البلاد من قبل أو بعد، استهدفت حاجة الإنسان للمأوى والسكن والاستقرار الاجتماعي والاقتصادي وشرعت في تنفيذ خطط اسكانية مدروسة ومطلوبة وبأيدٍ سودانية،
- وكان هذا الحي العمارات الدرجة الأولى والثانية هو أحد آفاق هذه الثورة وحُظى الحي بخدمات متكاملة، شبكات مياه وكهرباء ومشروع مجاري وصرف صحي وبمستويات ومواصفات عالمية ومصارف مياه ومعابر متقدمة.

## المناخ
حي العمارات في مدينة الخرطوم التي تعتبر واحدة من المدن الرئيسية الأكثر حرارة في العالم. فقد تتجاوز درجات الحرارة فيها 48 درجة مئوية في منتصف الصيف، إلا أن المتوسط السنوي لدرجات الحرارة القصوى يبلغ حوالي 37.1 درجة مئوية، مع ستة أشهر في السنة يزيد المتوسط الشهري لدرجة الحرارة فيها عن 38 درجة مئوية. وفي كل الأحوال فأن درجات الحرارة في الخرطوم تهبط بمعدلات كبيرة خلال الليل، إلى أدنى من 15 درجة مئوية في شهر يناير / كانون الثاني وقد تصل إلى 6 درجات مئوية عند مرور جبهة هوائية باردة.

## شارع محمد نجيب
شارع محمد نجيب الذي يقع جنوب الخرطوم هو من الشوارع القديمة بولاية الخرطوم. يقع جنوب مقابر فاروق ويبدأ من تقاطع شارع «15» العمارات حتى السوق المركزي، سمي الشارع باسم اللواء أركان حرب محمد نجيب في عام «1984»، وذلك لدوره في تاريخ الوحدة بين مصر والسودان لوحدة وادي النيل، حيث يرى بعض المؤرخين أنه إذا بقي محمد نجيب في رئاسة مصر لفترة لكانت وحدة وادي النيل، شارع محمد نجيب قبل اسمه كان يطلق عليه الشارع الفاصل بين أحياء الديوم والعمارات أو شارع الصحافة شرق.

### معالم شارع محمد نجيب
من ناحية الغرب يبدأ شارع محمد نجيب من جنوب شارع «15» العمارات الذي يتقاطع مع محمد نجيب ويمتد الشارع جنوباً حتى طلمبة الغالي والسوق المركزي فيمر بحي المزاد والحجر «المساكن الشعبية» وحي الزهور وحي الديم أو بحي برتي العطا شرق وحي القنا شرق ثم يمر ببيوت البنك العقاري وتقاطع شارع العمارات «61» ثم مستشفى أبو العلا الجامعي التخصصي ثم الامتدادات ثم تقاطع شارع سبعة بالصحافة ثم يأتي حي الصحافة شرق. ويقع شرق الشارع عدد من المستشفيات، منها مستشفى ابن سينا ومستشفى الثناء التخصصي والدوحة والمستشفى الكويتي وجهاز تنظيم شؤون السودانيين بالخارج وكلية الخرطوم التقنية والأمانة العامة للمؤتمر الوطني بولاية الخرطوم وداخلية جبل أولياء لإسكان الطالبات والإدارة العامة للاحتياطيات «إدارة الاحتياطي الداخلي» والمنسقية العامة للخدمة الوطنية ورئاسة محلية الخرطوم. كما تقع على الشارع صالة السندريلا وصالة بركة الملوكية ويقاطع الشارع عدد من شوارع العمارات منها «41» و«61» و«60» وغيرها.

## شوارع العمارات المشهورة

### شارع (15)
من أشهر الشوارع في الخرطوم وهو شارع معروف في كل انحاء السودان وهو عبارة عن سوق كبير يمتاز بمبانيه العالية الفخمة التي تتمتع بواجهاتها الزجاجية وبه عدد من البنوك المركزية الكبيرة مثل بنك البركة وبنك دبي وبنك التنمية
وبه عدد من الفنادق والشقق الفندقية مثل فندق كانون.

### شارع (61)
فهو يبدأ من شارع المطار ويتجه غرباً حتى شارع محمد نجيب ثم غرباً إلى شارع الصحافة ظلط، وغرباً إلى السوق الشعبي، وواضح أن هذا الشارع قد أكتسب أهمية من ربطه لهذه الشوارع المهمة بجانب وصوله للسوق الشعبي
يطل عليه: مبنى البترول , دار المحامين , فرع الرياضة العسكري , إدارة الخدمة الإلزامية وكليات الهندسة بجامعة السودان للعلوم والتكنولوجيا - القسم الجنوبي.

## التعليم
عرف حي العمارات التعليم منذ إنشائه ومنذ ذلك الحين انتشرت المدارس في المدينة على اختلاف مراحلها ومناهج التدريس فيها. ويمكن تقسيم المدارس في الخرطوم إلى مدارس عامة حكومية أصبح لبعضها شهرة على نطاق السودان وأخرى خاصة يديرها القطاع الخاص. يوجد به العديد من المدارس بما في ذلك مدارس الجاليات الأجنبية المقيمة فيه.
- مدرسة الخرطوم الجديدة الثانوية بنات
- مدرسة حسونة الثانوية بنين
- مدرسة العمارات المتوسطة بنات
- مدرسة العمارات الابتدائية بنين
- مدرسة العمارات المتوسطة بنين[6][7]

## أهم المعالم بحي العمارات

### المستشفيات والمستوصفات الطبية
توجد في العمارات عدة مؤسسات صحية وطبية بما في ذلك المستشفيات والمستوصفات الطبية وعيادات الأطباء الخاصة والأخصائيين إلى جانب مكاتب مؤسسات التأمينات الصحية. ومن تلك المستشفيات:
- مستشفى ابن سيناء الحكومي.
- مستشفى شوامخ الخاص.
- مستشفى الأطباء الخاص.[8]

### الأسواق
ونجد أن الأسواق قريبة من بعضهما من حيث المسافة ولكنها تختلف من حيث السلع المعروضة. غالبيتها تضم محلات تجارية تبيع السلع المستوردة من أقمشة وقطع أثاث وتحف وما شابه ذلك. ومن هذه الأسواق:
- سوق شارع (15)
- سوق شارع (41)

### المحال التجارية والمطاعم
- مطعم أمواج
- (Steers) مطعم ستييرس
- (Royal Prost) مطعم رويال بروست
- كافتريا سولتير
- ديبونيرز بيتزا[9]
- سوبر ماركت الحاوي: وتعرف ببقالة الحاوي التي كان يؤمها أرقى الناس في الخرطوم
- داماس للذهب
- (Conss) للملابس الجاهزة
- محمد جابر للأثاث والديكور

### النوادي
- دار المهندس
- النادي القبطي
- نادي الخرطوم
- نادي الجمارك

### البنوك والمصارف
- بنك التنمية الصناعية
- بنك البركة
- بنك فيصل الإسلامي
- بنك الخرطوم

## سكان حي العمارات
حظيت العمارات بتركيبة سكانية متجانسة وشرائح اجتماعية تمثل كافة أهل السودان يمثلون معاني الجمال في الوعي والتسامح والتعايش الديني والذي يظهر عندما تسمع صوت الأذان من المسجد الذي يجاور الكنيسة وتسمع الأجراس تدق في الكنيسة لأداء الصلوات، يسهمون في تشييد المشاريع الخيرية والخدمات الضرورية بروح الجماعة دون تراخ.

## شخصيات بحي العمارات
- الفريق إبراهيم عبود (26 أكتوبر 1900 - 8 سبتمبر 1983)، رئيس جمهورية السودان ورئيس الوزراء السوداني للفترة (1958- 1964 م).
- الفاتح بشاره حاكم كردفان الأسبق (إبان حكم الرئيس جعفر محمد نميري)
- وزير الثقافة محمد توفيق
- محي الدين صابر وكان وزيراً للتربية والتعليم آنذاك.

## معرض صور

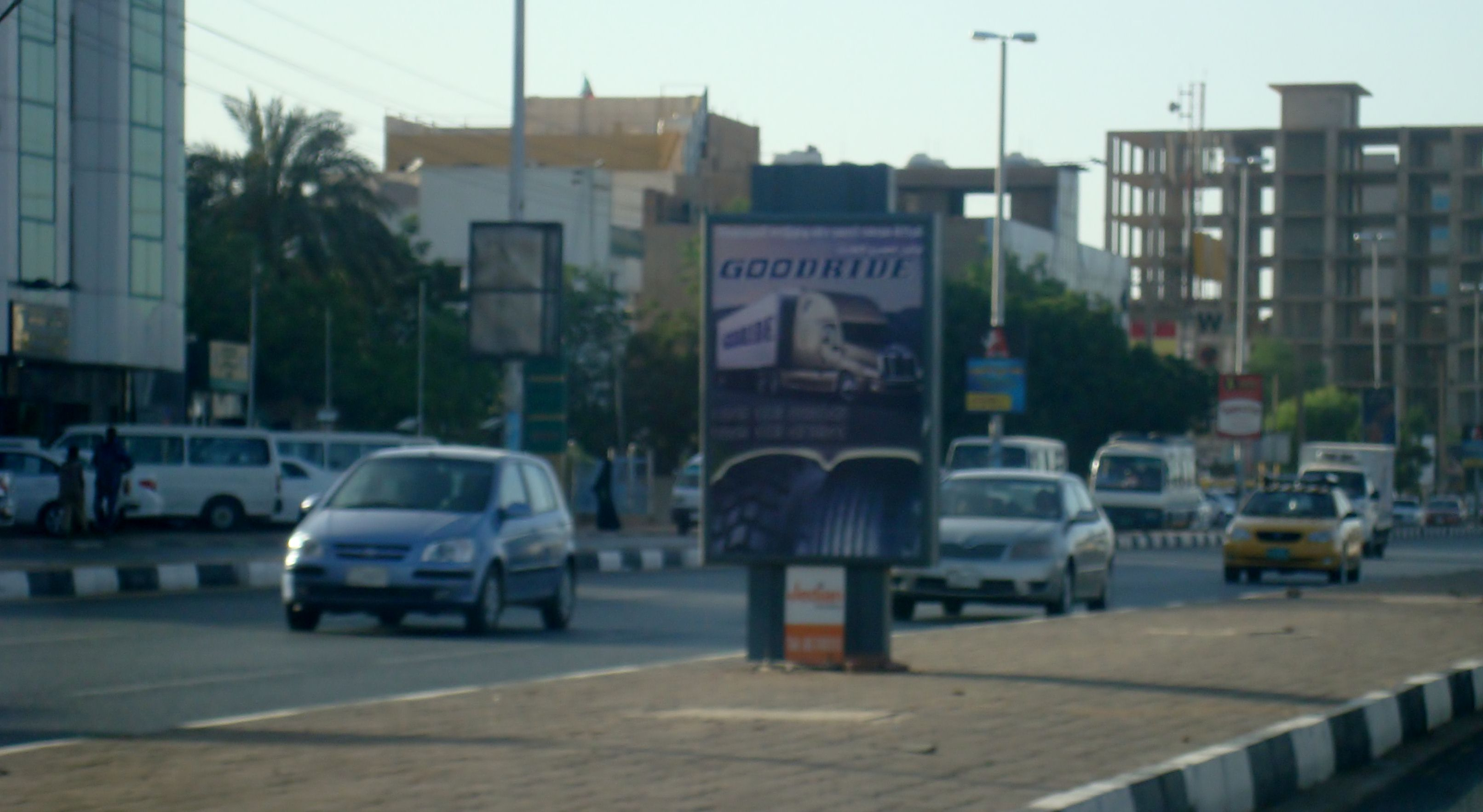
شارع أفريقيا
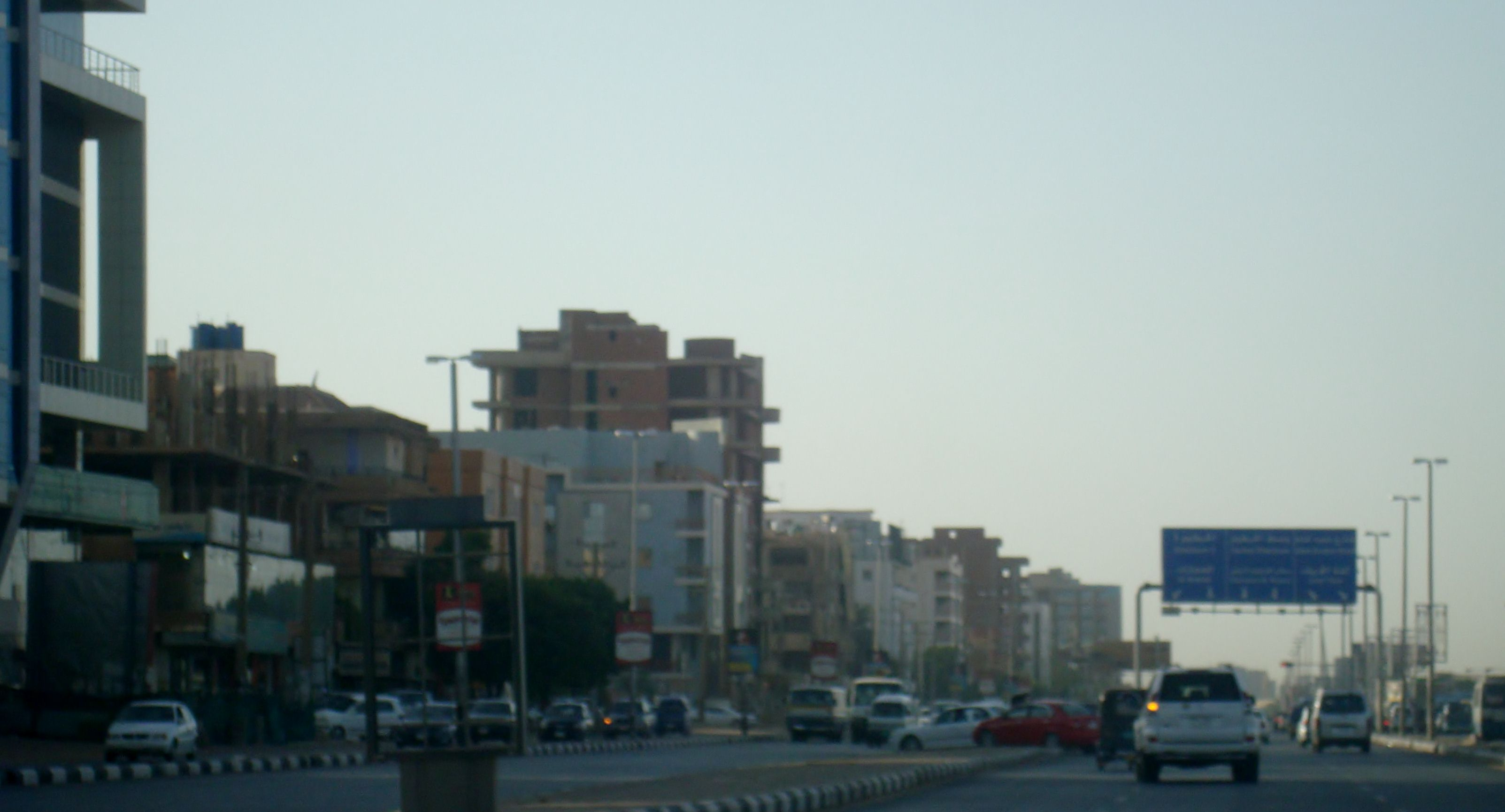
الحركة شارع أفريقيا
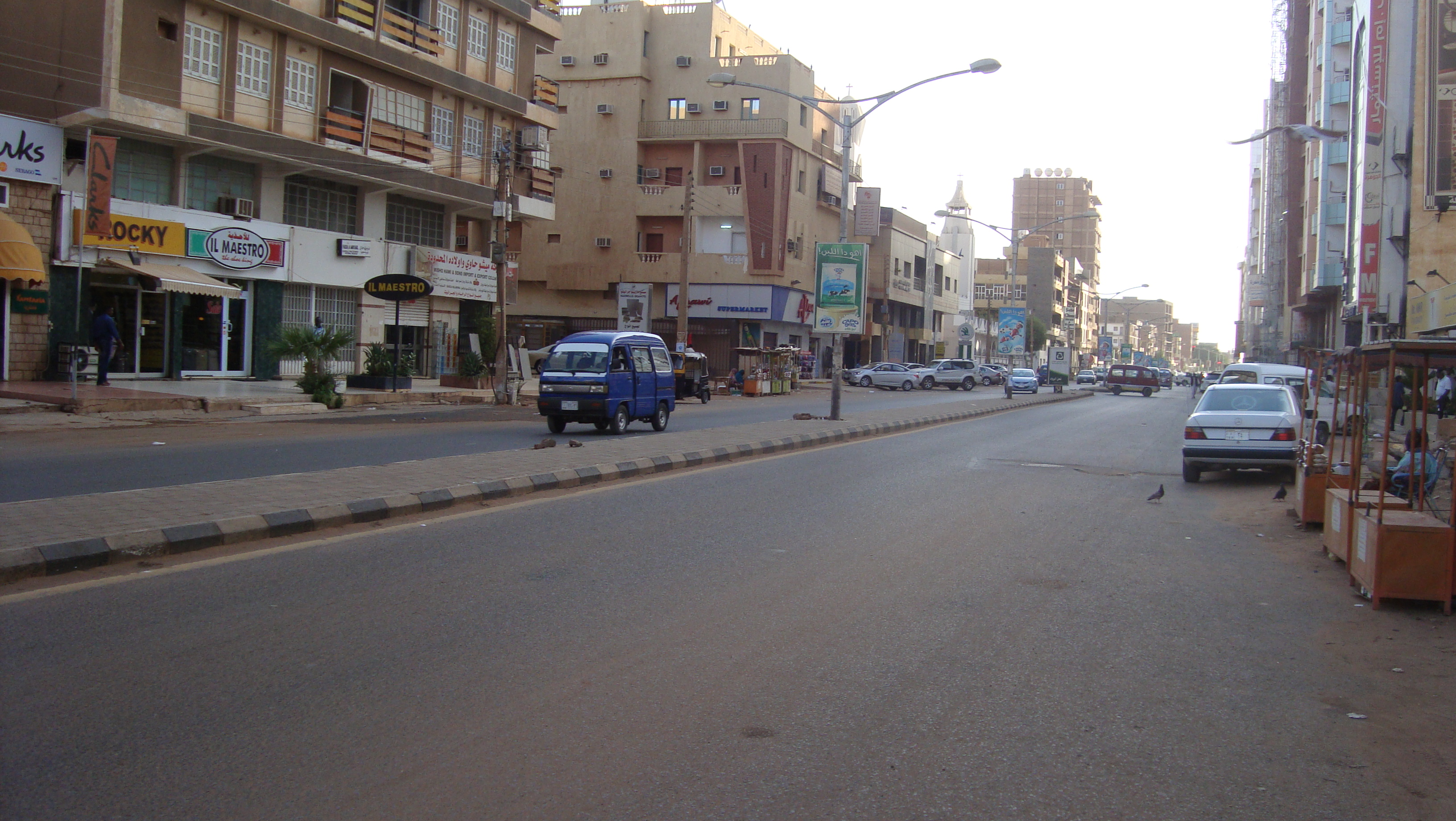
العمارات شارع (15)
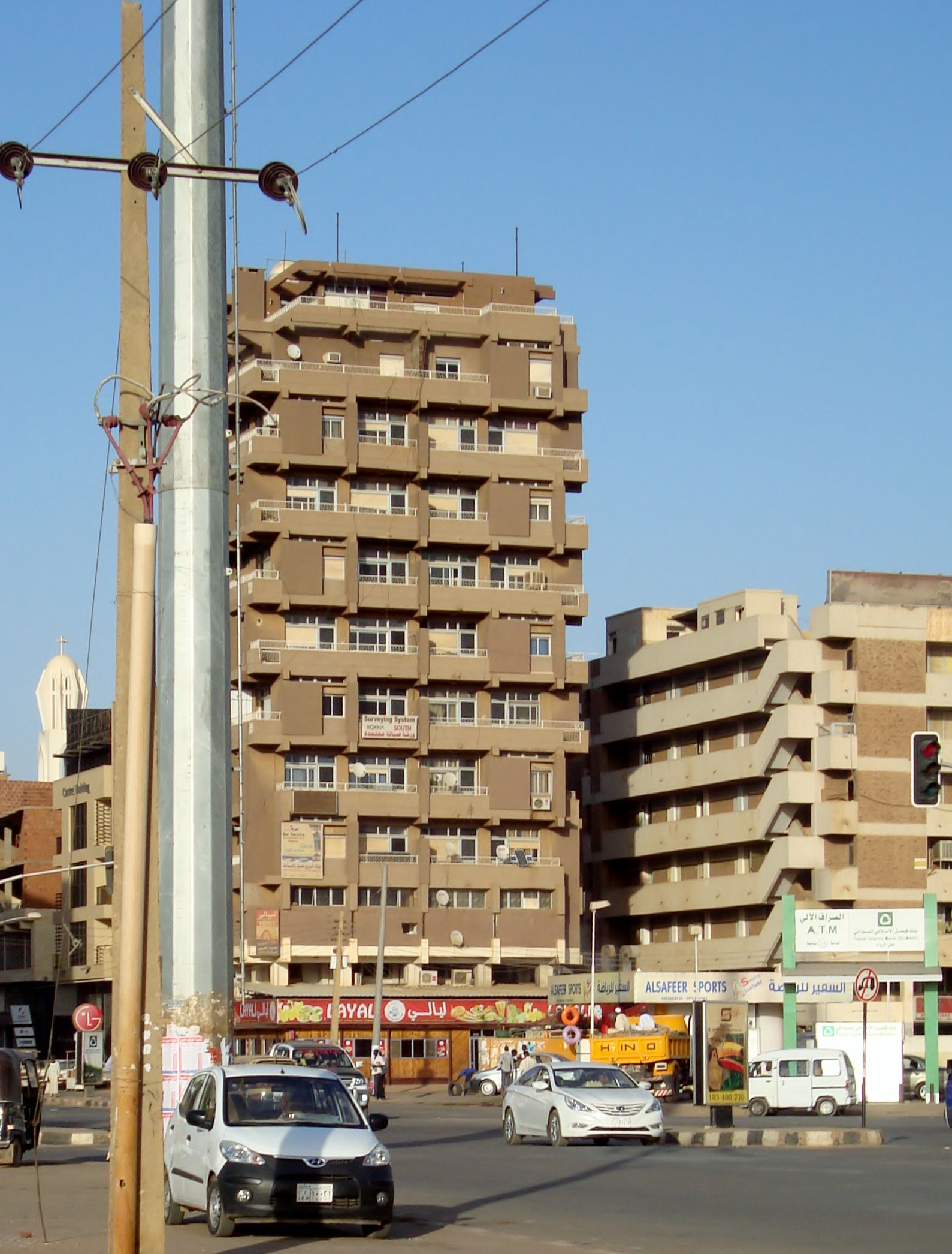
العمارات تقاطع شارع محمد نجيب مع شارع -15